# Єргієв Іван Дмитрович
Іва́н Дми́трович Єргі́єв (нар. 4 березня 1960, Одеса) — український баяніст та педагог, доцент (2005), професор (2015), заслужений артист України (2002), народний артист України (2015), доктор мистецтвознавства (2016), завідувач кафедри народних інструментів ОНМА імені А. В. Нежданової (2009—2019)

## Життєпис
Народився 1960 року в місті Одеса. 1979 року закінчив Одеське музичне училище ім. Данькевича, 1984-го — Одеську консерваторію (клас В. Євдокимова), по тому — асистентуру-стажування при Київській консерваторії (1991, керівник М. Давидов).
З 1984 року викладав в Одеській музичній академії, від 1996-го — доцент. З 2007 року — в.о. професора. Одночасно з 1988 року — соліст Одеської філармонії.
На міжнародних конкурсах баяністів здобував Гран-прі 1991 року у Франції та 1995-го в Бельгії.
Є одним з представників мистецтва модерного баяна; разом з дружиною Оленою Єргієвою (скрипка) створив камерний дует «Каданс». Виконував написані й присвячені йому твори Людмили Самодаєвої, Олександра Щетинського, Кармелли Цепколенко, Йонаса Тамульоніса, Р. де Смета, інших авторів.
Здійснював гастролі з сольними концертами та у складі дуету «Каданс» — в Італії, Канаді, Монголії, Німеччині, Росії, Німеччині, Франції. Його записи зберігаються у фондах українського радіо. 1995 року в Києві представив відеоінсталяцію «Авангардне виконавське мистецтво».
нагороди: почесна відзнака «За заслуги перед містом» (2019).
Серед наукових робіт:
- «Модерн-акордеон як нове явище виконавського мистецтва», 2002
- «Акордеон у творчості Л. Самодаєвої», 2004
- «Мистецтво українського „модерн-акордеона“ у світовому процесі», 2004.
- Монографія «Український модерн-баян — феномен маітового мистецтва» (2008).
- Монография «Артистизм музыканта-инструменталиста» (2014)..